# ロバート (初代グロスター伯)
初代グロスター伯ロバート（Robert, 1st Earl of Gloucester, 1090年頃 - 1147年10月31日）は、イングランド王ヘンリー1世の庶子である。出生地名を取ってロバート・デ・カーン（ロベール・ド・カーン、Robert De Caen）と呼んだり、「王の子」を意味するフィッツロイ（FitzRoy）のあだ名を付けることもある。

## 生涯
ロバートは父ヘンリーがイングランド王位を継承するより以前で未婚の頃に、ノルマンディーのカーンで生まれた。正確な誕生日と母の名前は伝わっていない。グロスターの領主ロバート・フィッツハモン（イングランド王ウィリアム1世の従兄弟）の娘メイベル・オブ・グロスター（フィッツハモン）と結婚し、1121年頃、グロスター伯の爵位を授けられた。
父ヘンリー1世が死ぬと、ヘンリーが後継者に指名したロバートの異母妹マティルダ（通称「モード王女」）と、実力でイングランド王位を獲得したスティーブン王の間で王位を巡る争いが起こった。ロバートは、スティーブン王への忠誠を放棄し、モードを支持する派の重鎮として活躍した。
1141年には、リンカーンの戦いでスティーブンを捕える功績を立てる。しかしまもなくスティーブンの支持者にウィンチェスターで敗れて逆に捕えられてしまい、モードは兄ロバートを助けるため、スティーブン王を交換に解放せざるを得なかった。
ロバートはその後もモード支持派として戦いつづけ、内戦状態が継続する最中の1147年10月に亡くなった。
子孫にイングランド王ジョンの最初の妻（即位前に離婚）イザベル・オブ・グロスター、スコットランド王ジョン・ベイリャルおよびロバート1世がいる。

## 子女
メイベル・オブ・グロスターとの間に以下の子女をもうけた。
- ウィリアム（1116年 - 1183年） - 第2代グロスター伯
- ロジャー（1118年頃 - 1179年） - ウスター司教
- ハモン（1122年頃 - 1159年） - トゥールーズ包囲の際に戦死
- リチャード（1125年頃 - 1175年） - クルリー領主
- マティルダ（1126年頃 - 1189年） - 第4代チェスター伯ラヌルフ・ド・ガーノンと結婚
- メイベル - オーブリー・ド・ヴィアーと結婚
- フィリップ（1130年頃 - 1148年） - クリクレード領主

以下の庶子がいる。
- リチャード（1142年没） - バイユー司教
- ロバート（1170年没） - グロスター城主
- メイベル - センヘニズ領主グリフィズと結婚
- トマス